# Redouane Halhal
Redouane Halhal (Montpellier, 5 maart 2003) is een Frans-Marokkaans voetballer die doorgaans speelt als verdediger. Hij komt uit voor Helmond Sport, dat hem huurt van KV Mechelen.

## Clubcarrière
Halhal speelde in de jeugd van Montpellier HSC, waar hij ook in het tweede elftal speelde. Nadat zijn contract in 2023 niet werd verlengd, stapte hij na een halfjaar zonder club over naar Atlético Madrid, waar hij slechts twee wedstrijden in het tweede elftal speelde.
Hierop werd hij overgenomen door KV Mechelen, dat hem meteen verhuurde aan Helmond Sport. Hij debuteerde in de Eerste divisie op 18 augustus 2024 tegen SC Cambuur (1-0). Op 4 oktober scoorde hij zijn eerste doelpunt tegen Jong Ajax. Halhal is een vaste waarde in de basis van Helmond.

## Interlandcarrière
Halhal kan zowel voor Frankrijk als Marokko uitkomen. Hij speelde jeugdinterlands voor Marokko, waarbij hij het Afrikaans kampioenschap voetbal onder 23 van 2023 won. Hij kwam in actie tegen Guinee (2-1)en Congo-Brazzaville (1-0). In de finale tegen Egypte (2-1) kwam hij niet in actie.

## Statistieken
| Seizoen | Club              | Competitie      | Competitie | Competitie | Beker | Beker | Overig | Overig | Totaal | Totaal |
| Seizoen | Club              | Competitie      | Wed.       | Dlp.       | Wed.  | Dlp.  | Wed.   | Dlp.   | Wed.   | Dlp.   |
| ------- | ----------------- | --------------- | ---------- | ---------- | ----- | ----- | ------ | ------ | ------ | ------ |
| 2021/22 | Montpellier HSC B | National 2      | 17         | 0          | 0     | 0     | 0      | 0      | 17     | 0      |
| 2022/23 | Montpellier HSC B | National 3      | 14         | 0          | 0     | 0     | 0      | 0      | 14     | 0      |
| 2023/24 | Atlético Madrid B | 1a Federación   | 2          | 0          | 0     | 0     | 0      | 0      | 2      | 0      |
| 2024/25 | KV Mechelen       | Eerste klasse A | 0          | 0          | 0     | 0     | 0      | 0      | 0      | 0      |
| 2024/25 | → Helmond Sport   | Eerste divisie  | 30         | 1          | 0     | 0     | 0      | 0      | 30     | 1      |
| 2025/26 | KV Mechelen       | Eerste klasse A | 4          | 0          | 0     | 0     | 0      | 0      | 4      | 0      |
| Totaal  | Totaal            | Totaal          | 67         | 1          | 0     | 0     | 0      | 0      | 67     | 1      |

Bijgewerkt op 16 augustus 2025.